# روس تايلور (لاعب كريكت)
روس تايلور (8 مايو 1938 في أستراليا - 7 ديسمبر 1996) (بالإنجليزية: Ross Taylor)‏ هو لاعب كريكت أسترالي.

## وصلات خارجية
- روس تايلور (لاعب كريكت) على موقع إي آس بي آن كريك إنفو (الإنجليزية)